# Зак и Мири снимают порно
«Зак и Мири снимают порно» (англ. Zack and Miri Make a Porno) — кинофильм американского режиссёра Кевина Смита, вышедший в 2008 году. Это второй фильм Кевина Смита, не входящий во «Вселенную View Askew», и первый, где события происходят не в Нью-Джерси. Несмотря на это, в фильме снимались многие актёры, игравшие в других фильмах Кевина Смита.

## Сюжет
Зак и Мири — два лучших друга, он и она вместе учились в первом классе, они вместе снимают квартиру, ездят на одном автомобиле. Однажды их задолженность по коммунальным платежам вырастает настолько, что у них отключают свет, воду и отопление. Они решили снять порно, чтобы поправить своё материальное положение.
Зак работает в кофейне и договаривается с сослуживцем, чтобы тот дал им денег для начала съёмок. Они начинают подбор актёров, покупают камеру, делают костюмы, нанимают оператора, снимают павильон. Команда уже готова снимать порно в стиле «звёздных войн», но все костюмы и оборудование гибнут по причине сноса здания павильона. Зак и Мири уже готовы отказаться от своего проекта, когда им приходит идея снимать порно прямо в той кофейне, где работает Зак. По ходу съёмок Зак и Мири понимают, что они испытывают большие и сильные чувства друг к другу, чего они даже не могли представить.

## В ролях
- Сет Роген — Зак Браун
- Элизабет Бэнкс — Мириам «Мири» Линки
- Крэйг Робинсон — Делейни
- Джейсон Мьюз — Лестер
- Трейси Лордс — Баблз
- Джефф Андерсон — Дикон
- Кэти Морган — Стейси
- Рики Мейб — Барри
- Джастин Лонг — Брендон Сейнт Ренди
- Брэндон Рут — Бобби Лонг
- Тайлер Лебайн — пьяный посетитель
- Тиша Кэмпбелл-Мартин — жена Делейни
- Том Савини — Дженкинс
- Дженнифер Швальбах Смит — Бетси
- Джерри Бедноб — мистер Сурья

## Сборы
Бюджет фильма составил $24 млн. В первые выходные собрал $10 065 630 (второе место). В прокате с 31 октября 2008 по 29 января 2009, наибольшее число показов в 2735 кинотеатрах единовременно. За время проката собрал в мире $42 088 997 (106-е место по итогам года), из них $31 457 946 в США (93-е место по итогам года) и $10 631 051 в остальном мире. В странах СНГ (Казахстан, Россия, Украина) фильм шёл с 13 ноября по 21 декабря 2008 и собрал $911 372.
Фильм включён в список фильмов, запрещённых к распространению в Белоруссии.